# Oskarströms landsfiskalsdistrikt
Oskarströms landsfiskalsdistrikt var 1941–1964 ett landsfiskalsdistrikt i Hallands län, bildat när Sveriges nya indelning i landsfiskalsdistrikt trädde i kraft den 1 oktober 1941, enligt kungörelsen den 28 juni 1941. Detta distrikt bildades genom sammanslagning av del av det upplösta Halmstads landsfiskalsdistrikt och del av Harplinge landsfiskalsdistrikt som hade bildats den 1 januari 1918 när Sveriges första indelning i landsfiskalsdistrikt trädde i kraft. Den 1 januari 1965 avskaffades i Sverige samtliga landsfiskaler och landsfiskalsdistrikt, och deras arbetsuppgifter delades upp på de nyskapade indelningarna polisdistrikt, åklagardistrikt och kronofogdedistrikt.
Landsfiskalsdistriktet låg under länsstyrelsen i Göteborgs och Bohus län.

## Ingående områden
Kommunerna Kinnared, Torup, Breared och Enslöv hade tidigare tillhört det upplösta Halmstads landsfiskalsdistrikt och Slättåkra landskommun hade tidigare tillhört Harplinge landsfiskalsdistrikt. 1 januari 1947 utbröts Oskarströms köping ur landskommunerna Enslöv och Slättåkra. När Sveriges nya indelning i landsfiskalsdistrikt trädde i kraft den 1 januari 1952 (enligt kungörelsen 1 juni 1951) ändrades distriktets indelning dels genom kommunreformen 1952, dels genom överförande av områden till och från närliggande distrikt.

### Från 1 oktober 1941
Halmstads härad:
- Kinnareds landskommun
- Slättåkra landskommun
- Torups landskommun

Tönnersjö härad
- Breareds landskommun
- Enslövs landskommun

#### Tillkomna senare
Oskarströms köping: Utbruten 1 januari 1947 ur landskommunerna Enslöv och Slättåkra.

### Från 1 januari 1952
- Enslövs landskommun
- Kvibille landskommun
- Oskarströms köping
- Torups landskommun